# 케이시 스텡걸
찰스 딜런 "케이시" 스텡걸(Charles Dillon "Casey" Stengel, 1890년 7월 30일 ~ 1975년 9월 29일)은 미국 메이저 리그에서 활약했던 선수와 감독이었다.
미국 미주리주 캔자스시티에서 독일계 집안에서 태어나 '독일인'이라는 별명을 얻었던 그는 메이저 리그 야구 선수 경력을 시작하면서 케이시(Casey)라는 별명을 얻게 되는데 고향인 캔자스시티의 약자인 K.C.가 '타석에서의 케이시(Casey at the Bat)'라는 시(詩)에 영향을 받아 변형된 것이었다. 1950년대 스포츠 기자들은 날카로운 위트를 곁들인 야구 얘기를 지치지도 않고 끝없이 말하던 그에게 '노 교수'라는 별명을 붙여줬다.
여러 도시의 팀에서 활동을 했지만 주로 뉴욕 시의 팀들과 인연이 많은 편이어서, 뉴욕을 연고로 한 팀 4팀 (브루클린 다저스, 뉴욕 자이언츠, 뉴욕 양키스, 뉴욕 메츠) 유니폼을 모두 입어본 유일한 사람이다. (이후 브루클린 다저스와 뉴욕 자이언츠가 각각 LA와 샌프란시스코로 이전하면서 불가능해졌다)

## 생애 초기
어릴 때부터 운동을 좋아해 야구, 풋불, 농구와 같은 다양한 종목에서 스포츠를 즐기며 자라났지만, 직업으로 삼을 생각은 없었고 치과의사가 되고 싶어했다. 자서전에 따르면 1910년~1911년의 마이너리그 생활 동안 치과 공부를 할 돈을 모아뒀다고 했다. 왼손에 장애가 있어 기구를 다뤄야 하는 치과 수련 과정에 어려움을 느꼈지만, 그러는 동안에도 마이너리그 성적은 좋아졌고, 브루클린 다저스에 뽑혔고, 1912년 시즌의 대부분을 서던 어소시에이션(Southern Association) 리그에 속한 몽고메리의 클럽에서 뛰었다. 몽고메리에서 2할 9푼의 타율과 함께 펼친 주루 능력은 도루를 잘하는 선수로 유명해지게 만들었고, 시즌 말미에 다저스로 불려가면서 어릴 때 생각과는 달리 본격적으로 야구 선수의 길로 들어서게 됐다.
캔자스시티에서 야구와 풋볼 코치였던 빌 드라이버가 미시시피 대학(University of Mississippi)에서 코치를 하고 있을 때에 여전히 연락을 하고 지냈던 터라 같은 대학 야구팀 코치를 맡게 되었고 13승 9패의 성적을 거뒀다. 이때의 대학 지도자 경력이 그를 '노 교수'라고 부르게 된 이유 중의 하나이다.

## 메이저 리그 선수 생활
1912년 9월 17일 메이저 리그 데뷔를 한 스텡걸은 14년 동안의 선수 생활 동안 외야수로 타율은 0.284의 괜찮은 성적을 올렸지만 슈퍼스타는 아니었던지라 여러 팀을 옮겨 다녔다.
- 브루클린 다저스 (1912년 ~ 1917년)
- 피츠버그 파이리츠 (1918년 ~ 1919년)
- 필라델피아 필리스 (1920년 ~ 1921년)
- 뉴욕 자이언츠 (1921년 ~ 1923년)
- 보스턴 브레이브스 (1924년 ~ 1925년)

다저스에 있을 때인 1916년과 자이언츠에 있을 때인 1922년, 1923년 등 3번의 월드시리즈에 참가해서 1922년 월드시리즈에서 양키스를 물리치고 우승을 맛봤다.
1958년 미국 상원에서 구성한 '메이저 리그의 반독점법 위반'을 조사하기 위한 에스티스 키포버 위원회에서 자신의 선수생활에 대해 이렇게 증언했다. "많은 세월을 메이저 리그 생활을 했지만 그다지 성공하지 못했다."
그래도 1923년 월드시리즈는 비록 팀은 패했음에도 불구하고 스텡걸은 2홈런으로 자이언츠가 2경기를 승리하는 데 기여하는 활약을 펼쳤던 시리즈였다. 그렇지만 시리즈가 끝난 후 만년 하위팀인 보스턴 브레이브스로 트레이드되는 바람에 그는 울분을 터뜨려야 했다. 훗날 그는 그 트레이드에 대해 "시리즈에서 홈런을 2개만 치길 다행이었어. 그렇지 않았으면 맥그로는 나를 Three-I 리그로 보냈을 거야."라며 간략하게 말했다.

## 뉴욕 양키스 감독
스텡걸은 1934년 ~ 1936년 브루클린 다저스에서 시작해서 보스턴 브레이브스로 자리를 옮겨 1938년에서 1943년까지 지휘봉을 잡았다. 보스턴 브레이브스는 당시 8개 팀으로 이뤄진 리그에서 5위 이상을 해본 적이 없는 만년 약체였다. 위의 상원 증언에서 스텡걸은 "난 몇몇 메이저 리그 팀에서 감독직을 수행하다 잘렸다. 내가 당시 거둔 성적들을 보면 나는 팀에서 잘린다라는 표현이 매우 적절했다."라고도 회상했다.
스텡걸은 위에서 언급한 약팀을 키우는 것보다는 괜찮은 재능의 팀을 맡았을 때에는 더 성공적일 수 있다는 걸 1944년에 마이너리그의 밀워키 브루어스(지금의 메이저 리그 팀과 다른 팀임)를 맡으면서 보여주었다. 구단주 빌 빅(Bill Veeck)은 구단을 키우겠다는 높은 열정을 갖고 있었고, 스텡걸은 브루어스를 아메리칸 어소시에이션(American Association) 리그 우승으로 이끌었다. 1948년에는 퍼시픽 코스트 리그(Pacific Coast League)의 오클랜드 오크스(Oakland Oaks)를 맡아 여기서도 리그 우승을 차지했다. 마이너 리그에서 보여준 능력은 마침 새 감독을 찾고 있던 뉴욕 양키스의 관심을 끌었고, 극성스러운 뉴욕 언론들의 회의적인 생각에도 불구하고 1949년 새 감독으로 선임됐다. 메이저 리그에서도 감독으로 성공할 수 있는 절호의 기회가 찾아온 것이다. 감독으로 선임됐을 때 다음과 같은 논평을 내놓았다. "여태까지 내가 맡았던 팀 중에서 이 팀이 가장 덜 나쁜 편이다."
스텡걸과 양키스는 각종 우승 기록들을 세우기 시작했다. 스텡걸은 월드시리즈 5연패를 달성한 유일한 감독이 되었으며 (1949년 ~ 1953년) 1954년에 우승을 못한 것은 잠시 숨을 돌리는 과정이었을 뿐 이후에도 2번의 월드시리즈 우승을 포함해 (1956년, 1958년) 5번의 아메리칸 리그 우승을 더 차지했다. (1955년 ~ 1958년, 1960년)
양키스 감독을 하면서 스텡걸은 당시에는 잘 쓰지 않던 작전을 적시 적소에 쓰면서 탁월한 전략가로서의 명성을 얻었다. 예를 들어 투수에 맞춰 좌/우 타자를 플래툰으로 돌리는 것은 1940년대 후반까지 잊혀진 전략이었는데 적절하게 재도입했다. 그리고 경기 전체에서 중요한 시점이라고 판단되면 비록 경기 초반이라도 선발투수를 내리고 대타를 사용하기도 했다.
스텡걸은 감독 능력 외에도 이야기를 재미있게 말하는 기술도 뛰어나 기자들에게 팀을 알리는데 능했고, 미키 맨틀 같은 스타 선수들 못지 않은 유명 인사로 꼽혔다. 덕분에 타임지와 같이 스포츠 잡지가 아닌 일반 잡지 표지로 등장하기도 했다. 그가 야구 역사나 전술에 (혹은 관심사나 취미 같은 것들) 대해 얘기할 때면, 마치 의식의 흐름 기법의 소설처럼 생각이 가는대로 혼자서 중얼거리곤 했다. 스포츠 기자들은 그런 그에게 'Stengelese' 이나 '노 교수' 같은 별명을 붙여줬다.
1953년 봄, 양키스가 월드시리즈 4연패를 달성한 후 그는 다음과 같은 전망을 했다. "만약 우리가 아메리칸 리그 우승에만 다가가고 있다면, 우리는 우리 생각만큼 우리가 똑똑하지는 않다라고 생각하기 시작할 겁니다." 이런 그의 호언장담은 요기 베라로 대표되는 '노 교수'의 모범생 같은 스타 선수들에 의해 쉽게 달성되어버렸다.
비록 양키스가 든든한 재정을 바탕으로 한 좋은 선수들을 싹쓸이한 덕을 보기는 했지만, 그 선수들로 성적을 내는 건 감독인 스텡걸이었다. 예를 들어 1949년에는 선수들이 차례차례로 부상당하면서 전력 곳곳에 구멍이 나버렸지만, 스텡걸의 플래툰 시스템은 부상선수들의 공백을 메꿔줄 수 있었다. 1951년에도 조 디마지오의 하락세가 왔지만 플래툰 시스템이 제 역할을 하며 위기를 넘어갈 수 있었다. 미키 맨틀이 디마지오를 완전히 대체하기는 힘든 상황에서, 두 선수 중 컨디션이 좋은 선수를 먼저 기용하고, 경기 후반에 다른 선수를 출전시키는 방식으로 시즌을 꾸려나갔다. 결국 클리블랜드 인디언스를 뿌리치면서 아메리칸 리그 정상에 올랐고, 월드시리즈에서 뉴욕 자이언츠를 만나 4-2로 승리하면서 우승을 차지했다.
스텡걸의 유머 센스는 Stengelese 뿐만 아니라 여러 곳에서 발휘되었다. 1960년, 시카고 화이트삭스의 코미스키 파크의 '불꽃놀이 스코어보드' 가 첫 개장한 때인데 원정팀들은 화이트삭스가 홈런을 칠 때마다 터지는 폭죽과 시끄러운 소리가 신선하기도 했지만, 짜증이 나기도 했다. 그해 처음으로 원정왔을 때 양키스의 클리트 보이어(Clete Boyer)가 홈런을 치자 (원정팀 홈런에는 공식 불꽃놀이가 없었기 때문에) 스텡걸과 양키스 선수들은 작은 폭죽으로 파도타기를 해버렸다. 그때문에 6월 17일 두 번째 방문 때에는 화이트삭스의 팬들마저 폭죽 파도타기를 했다.
1960년 월드시리즈에서 피츠버그 파이리츠의 빌 매저로스키가 날린 7차전 9회말 끝내기 홈런으로 패배하자 사람들은 70의 고령에 따른 지휘력 저하를 의심했고, 이때문에 "다시는 70살을 먹는 실수를 범하지 않겠다"라고 말한 뒤 감독직에서 물러나게 되었다. 양키스가 1949년에서 1960년까지의 12년 동안 10번의 아메리칸 리그 챔피언과 7번의 월드시리즈 우승을 했던 것은 바로 스텡걸의 지휘 아래였다. 거기에 리그 챔피언이 못된 해는 딱 2년밖에 되지 않을 정도였다.
그러나 1960년의 시리즈에서 스텡걸의 지휘력에 대한 평가는 하락해버렸다. 한 수 아래로 여겨지던 피츠버그에게 7차전에서 패한데다, 에이스 화이티 포드를 1차전부터 투입하지 않고 3차전에 등판시키는 바람에 2번밖에 등판 못시켰던 것이 스텡걸의 전략 미스로 여겨졌다. 결과적으로 화이티 포드는 2경기 모두 완봉승의 성적을 거뒀고 (홈에서 거둔 1승은 양키스 팬들에게 더욱 강한 인상을 줬다.) 포드 대신에 1경기에 등판했던 아트 디트마르(Art Ditmar)는 패했기 때문에 스텡걸의 투수기용에 더욱 아쉬움을 가질 수밖에 없었다. (화이티 포드가 1경기부터 등판해 3번 모두 완봉승을 거뒀다면 1905년 뉴욕 자이언츠의 크리스티 매튜슨의 기록을 다시 한 번 기록하는 것이었다.) 거기에 수비가 좋았지만 타격이 약했던 3루수 보이어를 1경기에 선발출장시켜놓고는 한 타석도 세우지 않고 대타로 교체해버린 것은 젊은 선수들에게 불만을 갖게 만들었던 것까지 겹쳤다.

## 뉴욕 메츠 감독
양키스에서 물러난 뒤 1년 후, 뉴욕 메츠 감독의 물망에 오르기 시작했다. 당시 메츠는 메이저 리그 확장으로 생긴 신생팀이었던지라 패배를 거듭하고 있었다. 결국 그의 나이에 대한 조롱섞인 비난에도 불구하고 "(남북전쟁 무렵 사라진 뉴욕의 야구팀) 니커보커스와 함께 하게 된 것을 영광이다."라는 말과 함께 다시 현장에 되돌아왔다. 메츠의 성적은 그가 있는 동안 내리 리그 꼴찌를 했고, 스텡걸은 이런 성적에 대해 유머스러운 어록을 많이 남겼다.
"나의 '놀라운 메츠팀'을 와서 보라. 내가 오랜 세월 동안 야구를 봐왔지만, 전에 누구도 본 적 없는 방식으로 지는 팀이 여기에 있다."

"나에게는 3명의 포수가 있는데, 하나는 던질 줄은 아는데 받지를 못하고, 다른 하나는 받을 줄은 아는데 던질 줄 모른다. 그리고 나머지는 칠 줄은 아는데 수비가 안된다."

신인 에드 크레인풀(Ed Kranepool)과 그렉 그로슨(Greg Goossen)에 대해서는 "저기 있는 저 20살의 선수를 보라. 10년 안에 스타가 될 것이다. 그리고 또 한 명의 20살 선수를 봐라. 10년 안에 30살이 될 것이다."
메츠의 성적에도 불구하고 스텡걸은 여전히 인기가 많았고, 메츠팀도 '사랑스러운 패배자'가 주는 매력을 몰고 다녔다. 브루클린 다저스와 뉴욕 자이언츠가 서부로 떠난 뒤 양키스를 응원하지 못하던 뉴욕의 야구팬들은 옛 폴로 그라운드(옛 뉴욕 자이언츠의 홈 구장이자 메츠가 셰이 스타디움이 새로 지어지기 전까지 있었던 구장)를 꽉꽉 채웠고, 다채로운 색깔의 플래카드와 구호로 응원했다.
1942년 브레이브스와 1965년 메츠에서 스텡걸과 함께 했던 워렌 스판은 이렇게 얘기했다. "난 아마도 스텡걸이 천재가 되기 전과 된 후에 함께 뛴 유일한 사람일 것이다."
1965년 8월 30일 메츠에서 물러난다는 사실을 발표했고, 한 달 후 교통사고로 부상을 입었다.

## 주요경력 및 수상경력

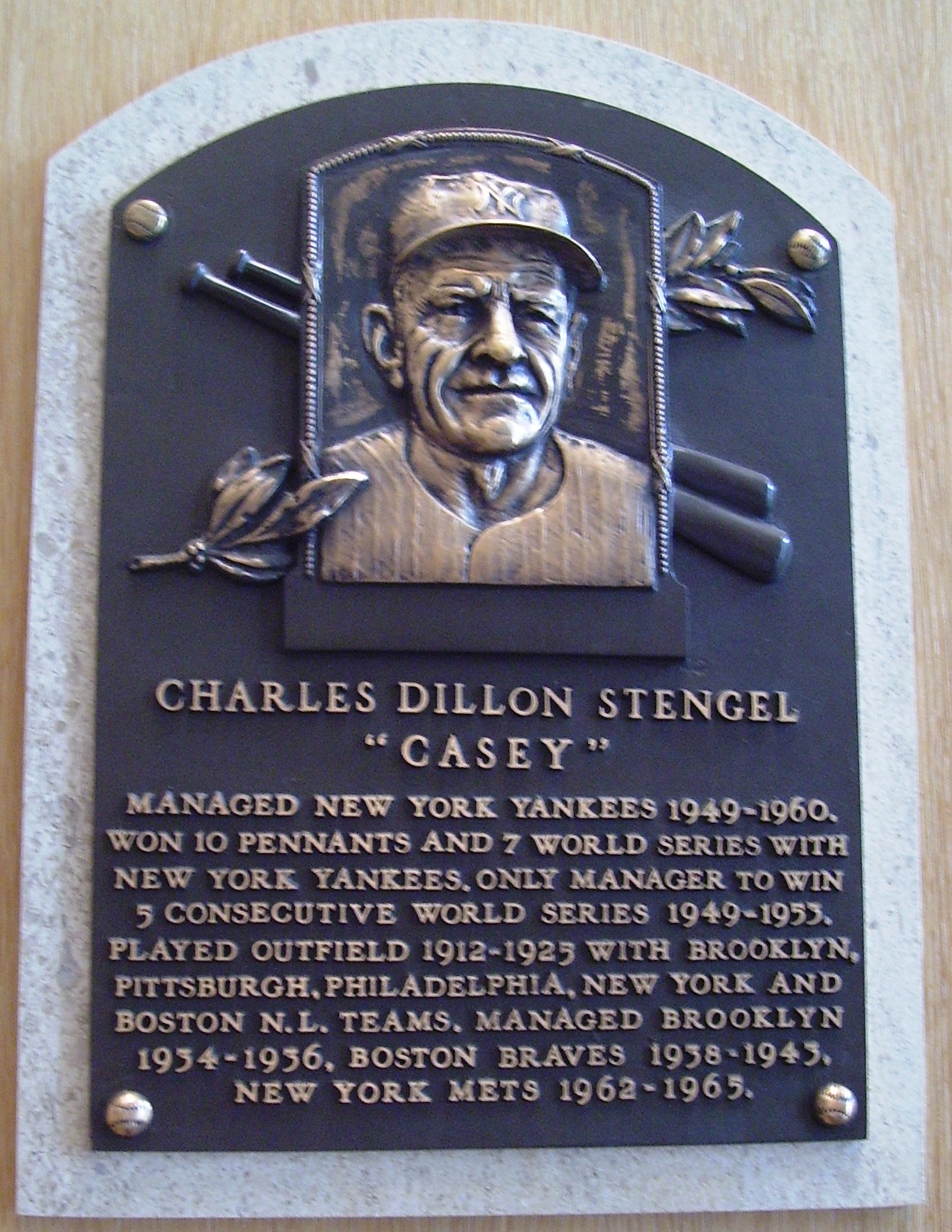
명예의 전당에 있는 케이시 스텡걸의 명판

그의 등번호 37번은 양키스와 메츠 두 팀 모두에게서 영구 결번으로 지정되었고, 메츠에서는 오직 스텡걸만이 착용한 번호였다. 양키스는 1970년 8월 8일 영구 결번으로 지정했고, 1976년 7월 30일 모뉴먼트 파크에 그를 기념하는 명판을 봉헌했다. 명판에는 "영원한 젊음으로 50년간 야구를 밝힌 사람. 양키스 감독(1949년~1960년). 10번의 리그 우승과 월드시리즈 5연패(1949년 ~ 1953년)를 포함한 7번의 제패"라는 문구가 쓰여져 있다. 덧붙여 명예의 전당에는 1966년에 입성했고, 뉴욕 메츠 명예의 전당에는 1981년에 입성했다. 스텡걸은 MLB 역사에서 유일하게 감독성적으로 여러 팀에서 영구 결번으로 지정된 사람이다.

## 죽음
캘리포니아주 글렌데일의 '글렌데일 메모리얼 병원'에 1975년 9월 14일 입원하였고, 림프샘 암 선고를 받았다. 15일 후인 1975년 9월 29일 사망했고, Forest Lawn Memorial Park Cemetery에 안장되었다.
셰이 스타디움 근처에는 그의 이름을 딴 몇몇 장소가 있으며, 인디애나 대학교 - 퍼듀 대학교 인디애나폴리스(IUPUI)의 Public Art Collection에는 Rhoda Sherbell가 조각한 그의 동상이 있다.

## 통산 성적

### 선수 시절
| 연도 | 나이 | 팀   | 리그 | 경기  | 타석  | 타수  | 득점 | 안타  | 2루타 | 3루타 | 홈런 | 타점 | 도루 | 볼넷 | 삼진 | 타율  | 출루율 | 장타율 | OPS   |
| ---- | ---- | ---- | ---- | ----- | ----- | ----- | ---- | ----- | ----- | ----- | ---- | ---- | ---- | ---- | ---- | ----- | ------ | ------ | ----- |
| 1912 | 21   | BRO  | NL   | 17    | 74    | 57    | 9    | 18    | 1     | 0     | 1    | 13   | 5    | 15   | 9    | 0.316 | 0.466  | 0.386  | 0.852 |
| 1913 | 22   | BRO  | NL   | 124   | 502   | 438   | 60   | 119   | 16    | 8     | 7    | 43   | 19   | 56   | 58   | 0.272 | 0.356  | 0.393  | 0.748 |
| 1914 | 23   | BRO  | NL   | 126   | 483   | 412   | 55   | 130   | 13    | 10    | 4    | 60   | 19   | 56   | 55   | 0.316 | 0.404  | 0.425  | 0.829 |
| 1915 | 24   | BRO  | NL   | 132   | 510   | 459   | 52   | 109   | 20    | 12    | 3    | 50   | 5    | 34   | 46   | 0.237 | 0.294  | 0.353  | 0.647 |
| 1916 | 25   | BRO  | NL   | 127   | 511   | 462   | 66   | 129   | 27    | 8     | 8    | 53   | 11   | 33   | 51   | 0.279 | 0.329  | 0.424  | 0.753 |
| 1917 | 26   | BRO  | NL   | 150   | 622   | 549   | 69   | 141   | 23    | 12    | 6    | 73   | 18   | 60   | 62   | 0.257 | 0.336  | 0.375  | 0.711 |
| 1918 | 27   | PIT  | NL   | 39    | 142   | 122   | 18   | 30    | 4     | 1     | 1    | 12   | 11   | 16   | 14   | 0.246 | 0.343  | 0.320  | 0.663 |
| 1919 | 28   | PIT  | NL   | 89    | 370   | 321   | 38   | 94    | 10    | 10    | 4    | 43   | 12   | 35   | 35   | 0.293 | 0.364  | 0.424  | 0.788 |
| 1920 | 29   | PHI  | NL   | 129   | 504   | 445   | 53   | 130   | 25    | 6     | 9    | 50   | 7    | 38   | 35   | 0.292 | 0.356  | 0.436  | 0.792 |
| 1921 | 30   | 전체 | NL   | 42    | 89    | 81    | 11   | 23    | 4     | 1     | 0    | 6    | 1    | 7    | 12   | 0.284 | 0.341  | 0.358  | 0.699 |
| 1921 | 30   | PHI  | NL   | 24    | 66    | 59    | 7    | 18    | 3     | 1     | 0    | 4    | 1    | 6    | 7    | 0.305 | 0.369  | 0.390  | 0.759 |
| 1921 | 30   | NYG  | NL   | 18    | 23    | 22    | 4    | 5     | 1     | 0     | 0    | 2    | 0    | 1    | 5    | 0.227 | 0.261  | 0.273  | 0.534 |
| 1922 | 31   | NYG  | NL   | 84    | 283   | 250   | 48   | 92    | 8     | 10    | 7    | 48   | 4    | 21   | 17   | 0.368 | 0.436  | 0.564  | 1.000 |
| 1923 | 32   | NYG  | NL   | 75    | 246   | 218   | 39   | 74    | 11    | 5     | 5    | 43   | 6    | 20   | 18   | 0.339 | 0.400  | 0.505  | 0.905 |
| 1924 | 33   | BSN  | NL   | 131   | 518   | 461   | 57   | 129   | 20    | 6     | 5    | 39   | 13   | 45   | 39   | 0.280 | 0.348  | 0.382  | 0.730 |
| 1925 | 34   | BSN  | NL   | 12    | 15    | 13    | 0    | 1     | 0     | 0     | 0    | 2    | 0    | 1    | 2    | 0.077 | 0.143  | 0.077  | 0.220 |
| 통산 |      |      |      | 1,277 | 4,869 | 4,288 | 575  | 1,219 | 182   | 89    | 60   | 535  | 131  | 437  | 453  | 0.284 | 0.356  | 0.410  | 0.766 |

### 감독 시절
| 연도 | 나이 | 팀                | 리그 | 경기  | 승    | 패    | 승률  | 순위 | 비고                                |
| ---- | ---- | ----------------- | ---- | ----- | ----- | ----- | ----- | ---- | ----------------------------------- |
| 1934 | 43   | 브루클린 다저스   | NL   | 153   | 71    | 81    | 0.467 | 6    |                                     |
| 1935 | 44   | 브루클린 다저스   | NL   | 154   | 70    | 83    | 0.458 | 5    |                                     |
| 1936 | 45   | 브루클린 다저스   | NL   | 156   | 67    | 87    | 0.435 | 7    |                                     |
| 1938 | 47   | 보스턴 비스       | NL   | 153   | 77    | 75    | 0.507 | 5    |                                     |
| 1939 | 48   | 보스턴 비스       | NL   | 152   | 63    | 88    | 0.417 | 7    |                                     |
| 1940 | 49   | 보스턴 비스       | NL   | 152   | 65    | 87    | 0.428 | 7    |                                     |
| 1941 | 50   | 보스턴 브레이브스 | NL   | 156   | 62    | 92    | 0.403 | 7    |                                     |
| 1942 | 51   | 보스턴 브레이브스 | NL   | 150   | 59    | 89    | 0.399 | 7    |                                     |
| 1943 | 52   | 보스턴 브레이브스 | NL   | 107   | 47    | 60    | 0.439 | 6    | 시즌 중 두 번째                     |
| 1949 | 58   | 뉴욕 양키스       | AL   | 155   | 97    | 57    | 0.630 | 1    | 월드시리즈 우승                     |
| 1950 | 59   | 뉴욕 양키스       | AL   | 155   | 98    | 56    | 0.636 | 1    | 월드시리즈 우승                     |
| 1951 | 60   | 뉴욕 양키스       | AL   | 154   | 98    | 56    | 0.636 | 1    | 월드시리즈 우승                     |
| 1952 | 61   | 뉴욕 양키스       | AL   | 154   | 95    | 59    | 0.617 | 1    | 월드시리즈 우승                     |
| 1953 | 62   | 뉴욕 양키스       | AL   | 151   | 99    | 52    | 0.656 | 1    | 월드시리즈 우승                     |
| 1954 | 63   | 뉴욕 양키스       | AL   | 155   | 103   | 51    | 0.669 | 2    |                                     |
| 1955 | 64   | 뉴욕 양키스       | AL   | 154   | 96    | 58    | 0.623 | 1    | 아메리칸리그 우승                   |
| 1956 | 65   | 뉴욕 양키스       | AL   | 154   | 97    | 57    | 0.630 | 1    | 월드시리즈 우승                     |
| 1957 | 66   | 뉴욕 양키스       | AL   | 154   | 98    | 56    | 0.636 | 1    | 아메리칸리그 우승                   |
| 1958 | 67   | 뉴욕 양키스       | AL   | 155   | 92    | 62    | 0.597 | 1    | 월드시리즈 우승                     |
| 1959 | 68   | 뉴욕 양키스       | AL   | 155   | 79    | 75    | 0.513 | 3    |                                     |
| 1960 | 69   | 뉴욕 양키스       | AL   | 155   | 97    | 57    | 0.630 | 1    | 아메리칸리그 우승                   |
| 1962 | 71   | 뉴욕 메츠         | NL   | 161   | 40    | 120   | 0.250 | 10   |                                     |
| 1963 | 72   | 뉴욕 메츠         | NL   | 162   | 51    | 111   | 0.315 | 10   |                                     |
| 1964 | 73   | 뉴욕 메츠         | NL   | 163   | 53    | 109   | 0.327 | 10   |                                     |
| 1965 | 74   | 뉴욕 메츠         | NL   | 96    | 31    | 64    | 0.326 | 10   | 시즌 중 첫 번째                     |
|      |      | 브루클린 다저스   |      | 463   | 208   | 251   | 0.453 | 6    |                                     |
|      |      | 보스턴 브레이브스 |      | 870   | 373   | 491   | 0.432 | 7    |                                     |
|      |      | 뉴욕 양키스       |      | 1,851 | 1,149 | 696   | 0.623 | 1    | 리그 우승 10번, 월드시리즈 우승 7번 |
|      |      | 뉴욕 메츠         |      | 582   | 175   | 404   | 0.302 | 10   |                                     |
|      |      | 전체              |      | 3,766 | 1,905 | 1,842 | 0.508 | 5    | 리그 우승 10번, 월드시리즈 우승 7번 |